# Comprovador de continuïtat
|  | No s'ha de confondre amb Detector de tensió. |

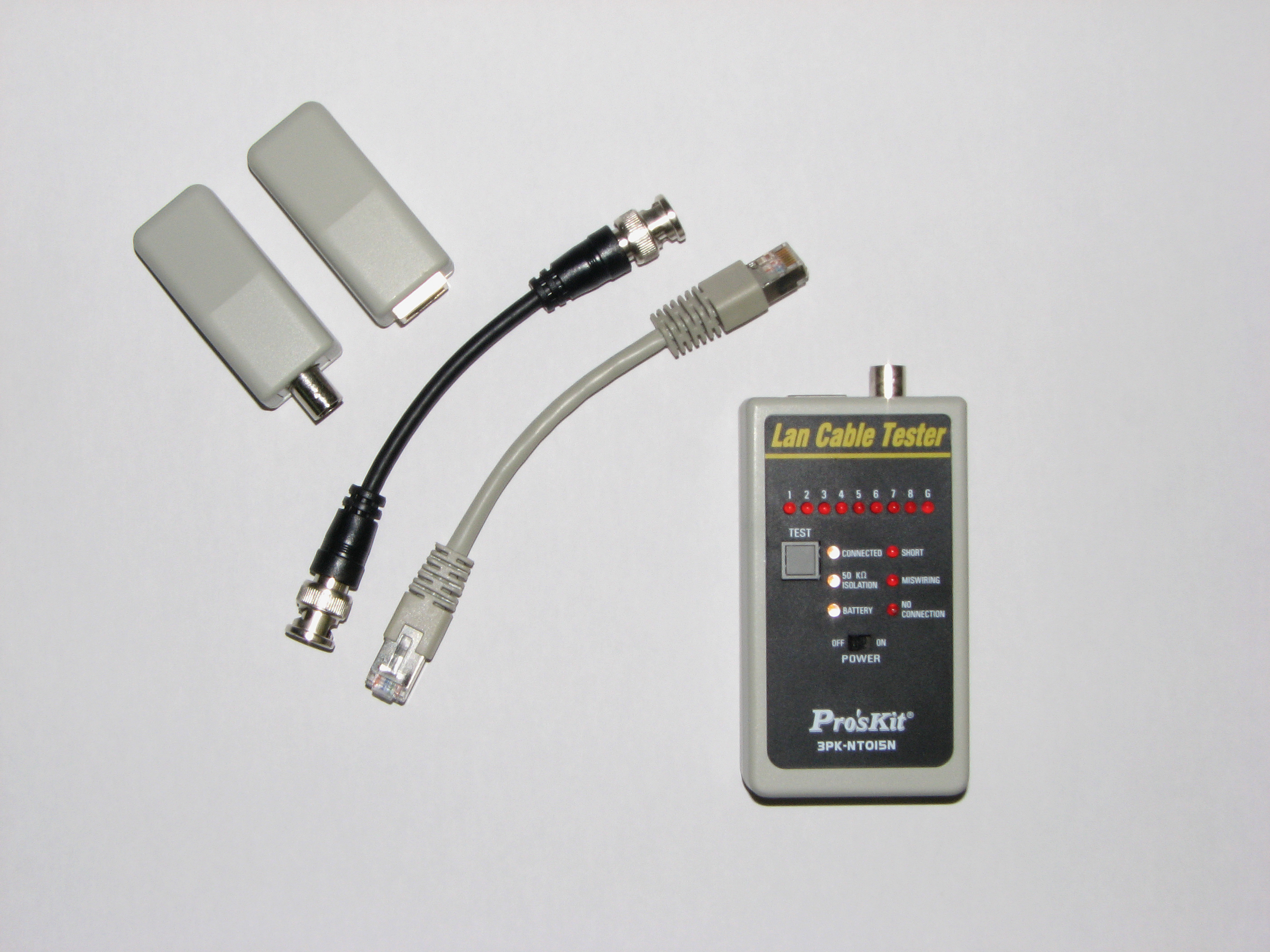
Els provadors de cables d'entrada són essencialment provadors de continuïtat.

Un comprovador de continuïtat és un aparell de prova elèctric que s'utilitza per a determinar si es pot establir un camí elèctric entre dos punts; és a dir, si es pot establir un circuit elèctric entre ells. El circuit a prova ha d'estar completament sense tensió abans de connectar l'aparell.

## Descripció
El comprovador consta d'un indicador en sèrie amb una font d'energia elèctrica, normalment una bateria, que acaba en dos cables de prova. Si s'estableix un circuit complet entre els cables de prova, l'indicador s'activa.
L'indicador pot ser una llum elèctrica o un brunzidor. Això va conduir al terme "buzzing out a circuit" (que significa provar la continuïtat) En alguns models de multímetre s'incorporen brunzidors de continuïtat audible i la configuració de continuïtat normalment es comparteix amb la configuració de l'ohmímetre.
Un disseny popular té el provador combinat amb una llanterna estàndard. Un connector de telèfon o un endoll jack a la part posterior de la unitat permet connectar un conjunt de cables de prova que permeten una conversió ràpida entre les dues aplicacions.

## Casos especials
Per a situacions en què les proves de continuïtat s'han de fer en circuits d'alta resistència, o on hi ha conductors delicats i components sensibles que es puguin danyar per un corrent excessiu, s'ha d'utilitzar un dispositiu de baixa tensió i corrent. Normalment utilitzen un amplificador operatiu i bateries de rellotge per conduir un LED com a indicador. Aquests provadors poden ser exquisidament sensibles; per exemple indicaran si els punts de prova es prenen amb les dues mans.
Hi ha moments en què una simple prova de continuïtat no revela el problema. Per exemple, els problemes induïts per vibracions en el cablejat d'automòbils poden ser extremadament difícils de detectar perquè un curt o obert no es manté el temps suficient perquè un provador estàndard respongui.
En aquestes aplicacions s'utilitza un comprovador de continuïtat de tancament. Un dispositiu més complex, detecta obertures i curtcircuits intermitents, així com condicions d'estat estacionari. Aquests dispositius contenen un interruptor electrònic d'acció ràpida (generalment un disparador de Schmitt ) que forma un oscil·lador anestable amb porta que detecta i bloqueja (enganxa) l'indicador en una condició intermitent amb una durada inferior a un mil·lisegon.